# کارگردان تلویزیونی

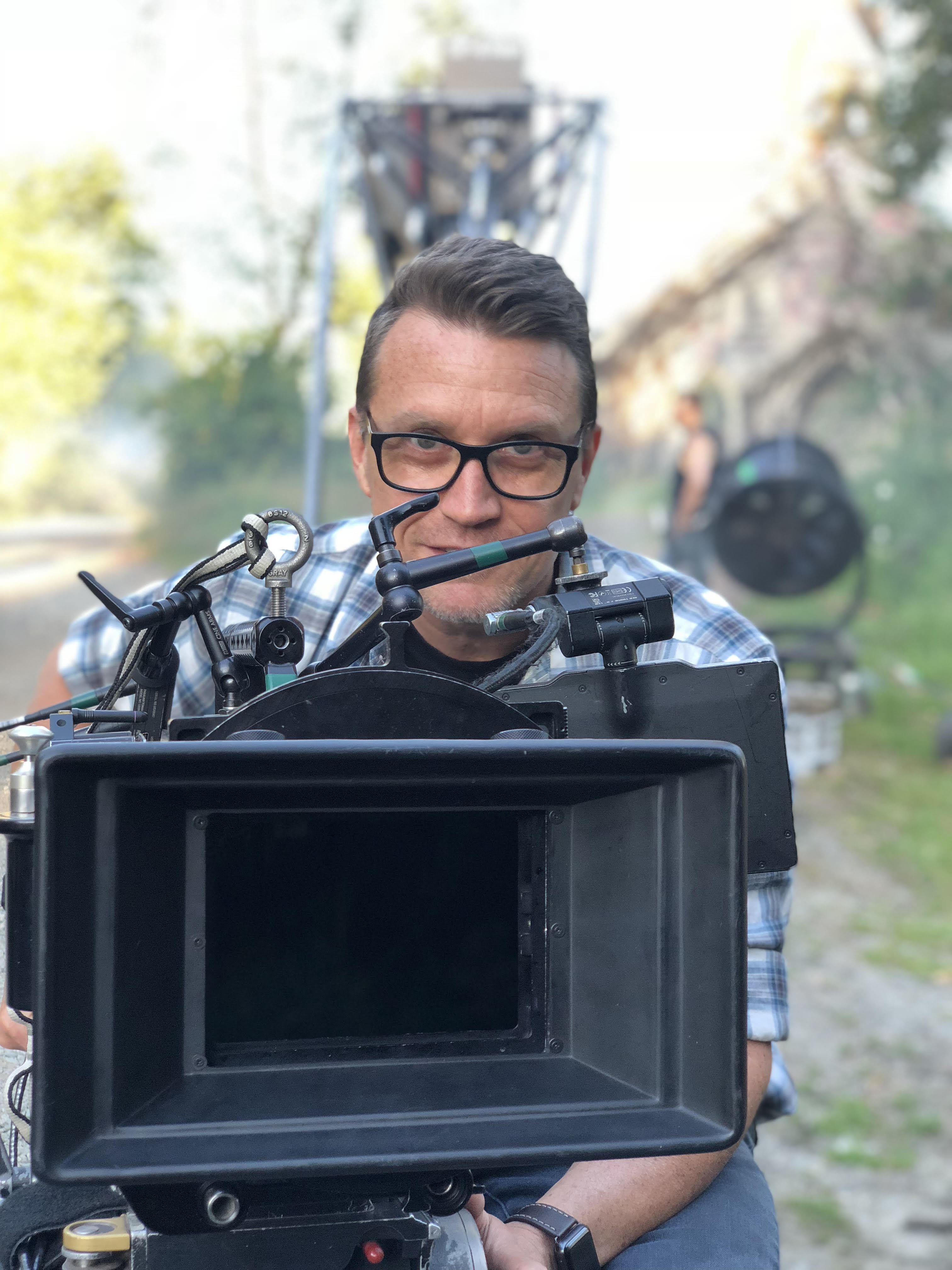
یک فرد درحال فیلمبرداری

کارگردان تلویزیونی (انگلیسی: Television director) فردی است که کارگردانیِ برنامه‌های تلویزیونی و عوامل تولید تلویزیونی را به‌عهده دارد.
بر حسب آنکه برنامهٔ تلویزیونی زنده (اخبار و رویدادهای ورزشی) یا غیرزنده (فیلم، سریال، ویدئو و غیره) باشد، شرح وظایف یک کارگردان تلویزیونی اندکی متفاوت خواهد بود.
یک کارگردان تلویزیونی می‌بایست به نحوهٔ صحیح چینش و قرارگیری دوربین‌های تلویزیون و بازیگران در صحنه، نورپردازی، محل‌های کارگذاری میکروفون‌ها و سایر ابزارهای لازم در یک تولید تلویزیونی نظارت دقیق داشته باشد و عوامل تولید را راهنمایی و هدایت کند.